# Kirche im Dietrich-Bonhoeffer-Gemeindezentrum (Sontheim)

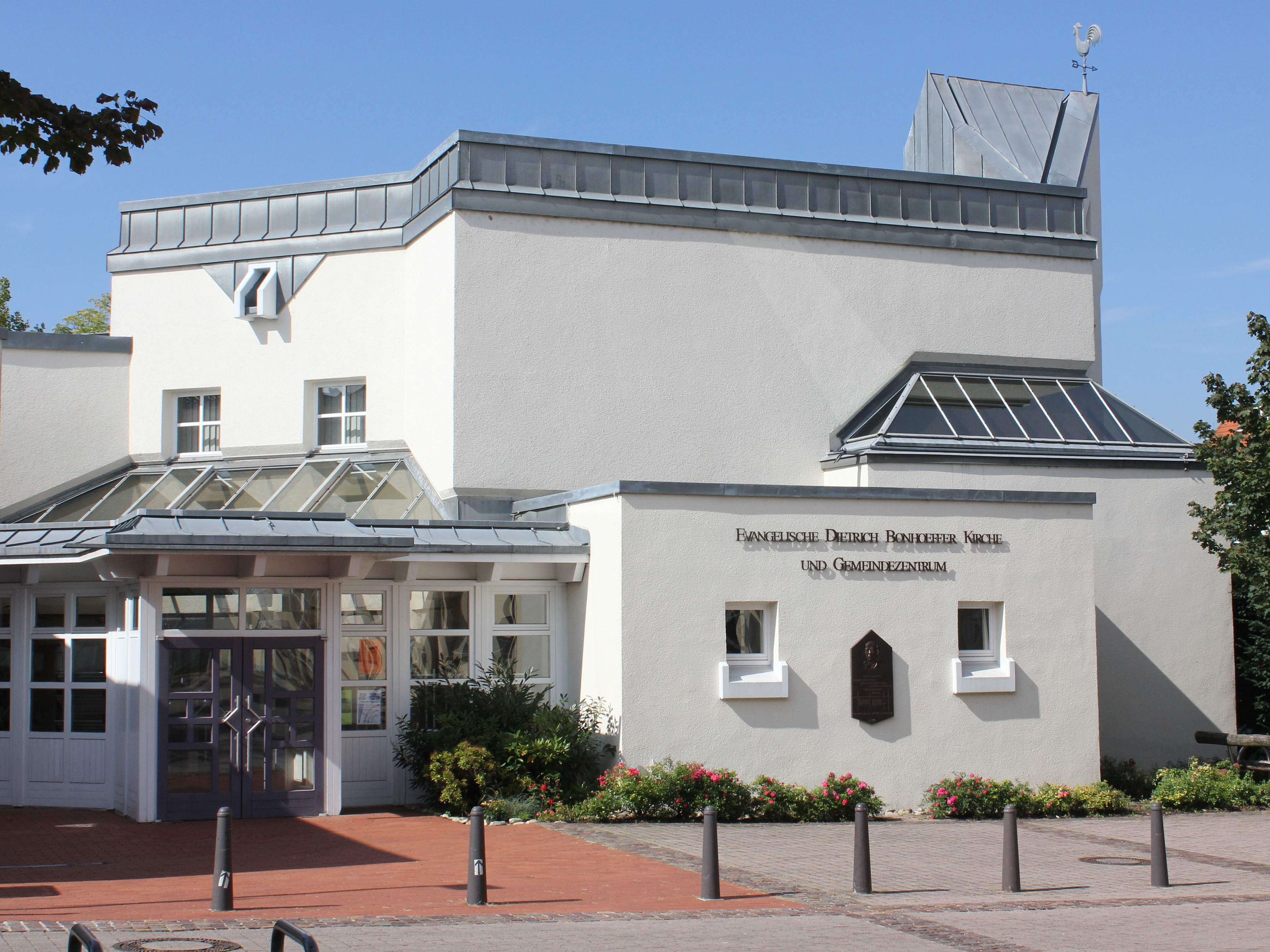
Seitliche Ansicht der Kirche

Die Kirche im Dietrich-Bonhoeffer-Gemeindezentrum im Heilbronner Stadtteil Sontheim ist eine evangelische Pfarrkirche und wurde 1988 eingeweiht.

## Geschichte
Die Gesamtkirchengemeinde Heilbronn errichtete ab 1986 im Süden der Stadt am Jörg-Ratgeb-Platz nach Plänen des Architekten Klaus Weess ein größeres Gemeindezentrum für die Bewohner des Neubaugebiets Sontheim-Ost sowie die Besucher der Fachhochschule Heilbronn. Die Einweihung der darin befindlichen Kirche fand am 12. Juni 1988 statt. Im Jahr 2003 wurde an dem Gebäude eine Gedenktafel für Dietrich Bonhoeffer angebracht.

## Beschreibung
Während das Gemeindezentrum ansonsten offen und hell gestaltet ist, wird die darin enthaltene Kirche lediglich von Lichtschlitzen im Dach sowie drei kleinen Farbfenstern nahe dem Altarbereich natürlich erleuchtet. Die künstlerische Ausgestaltung der Kirche besorgte die Stuttgarter Bildhauerin Gertrud Angelika Wetzel.  Über dem schlichten Altar befindet sich ein mit Silberfäden in Kreuzform besticktes Segel. Über der Kanzel ist ein Streifen aus gebranntem Ton befestigt. Die drei kleinen Buntglasfenster links des Altars sind mit abstrakten Motiven in Blau-, Violett- und Grautönen ausgestaltet. Die zweimanualige Orgel mit zehn Registern auf Wechselschleifen stammt von dem Unternehmen Link in Giengen. In dem zum Jörg-Ratgeb-Platz hin angebauten Glockenturm ist ein Geläut aus vier Glocken aufgehängt.